# Unió de Partits Socialistes per l'Acció Internacional
La Unió de Partits Socialistes per a l'Acció Internacional (UPSAI) va ser l'agrupació de partits socialdemòcrates partidaris d'una via intermèdia entre la Segona Internacional i la Komintern. Anomenada també Internacional de Viena. Fundada en una reunió realitzada el 27 de febrer de 1921 a Viena (Àustria). Dissolta en 1923 al fusionar-se amb la Segona Internacional per a crear la Internacional Obrera i Socialista. El seu secretari general va ser Friedrich Adler.
En la primera reunió (1921) van estar presents 10 partits entre els quals destaquen: USPD d'Alemanya, SFIO de França, Independent Labour Party (Regne Unit), Partit Socialista Suís, Partit Socialista Independente (Romania) i l'SPÖ d'Àustria. A l'abril de 1921 s'integra el PSOE d'Espanya
Va tenir una diversitat de noms oficials segons la llengua corresponent:
- International Working Union of Socialist Parties (anglès)
- Union des partis socialistes pour l'action internationale(francès)
- Unione dei Partiti Socialisti per l'Azione Internazionale (italià)
- Internationale Arbeitsgemeinschaft Sozialistischer Parteien (alemany)